# John Fryer
John Fryer – brytyjski producent muzyczny. Współpracował m.in. z Nine Inch Nails, White Zombie, Cradle of Filth, Paradise Lost, Fear Factory, This Mortal Coil, Depeche Mode. Obecnie współpracuje z innymi artystami w swojej własnej wytwórni muzycznej Something To Listen To Records.